# Louise Lombard
Louise Lombard, född Louise Maria Perkins 13 september 1970 i London, är en brittisk skådespelare. Lombard är troligen mest känd för att ha spelat Evangeline Eliott, den yngsta av de två modeskapande systrarna, i serien Huset Eliott.

## Filmografi i urval
| År        | Titel                          | Roll                            | Kommentar                                  |
| --------- | ------------------------------ | ------------------------------- | ------------------------------------------ |
| 1991      | Bergerac                       | Clarissa Calder                 | Avsnittet "Snow in Provence"               |
| 1991      | The Black Velvet Gown          | Lucy Gallmington                |                                            |
| 1991–1994 | Huset Eliott                   | Evangeline Eliott               |                                            |
| 1998      | Talos – mumiens förbannelse    | Samantha Turkel                 |                                            |
| 1999      | Esther                         | Esther                          |                                            |
| 1999      | After the Rain                 | Emma Hughes                     |                                            |
| 2004      | Hidalgo                        | Lady Anne Davenport             |                                            |
| 2004–2011 | CSI: Crime Scene Investigation | Sofia Curtis                    |                                            |
| 2012      | The Mentalist                  | Dean Nora Hill                  | Avsnittet "His Thoughts Were Red Thoughts" |
| 2014      | Grimm                          | Elizabeth / Elizabeth Lascelles | 6 avsnitt                                  |
| 2020      | After We Collided              | Trish Daniels                   |                                            |
| 2021      | After We Fell                  | Trish Daniels                   |                                            |
| 2022      | After Ever Happy               | Trish Daniels                   |                                            |
| 2023      | Oppenheimer                    | Ruth Sherman Tolman             |                                            |
| 2023      | After Everything               | Trish Daniels                   |                                            |